# Johan Sköld (missionär)
Johan Sköld, född den 24 november 1859 i Regna socken i Östergötlands län, död den 14 november 1946 i Lidingö, var en svensk Kina-missionär.

## Biografi
Sköld började efter avslutad folkskola att arbeta vid kolmilorna samt som dräng och vallpojke. Han anslöt sig 1878 till Svenska Missionsförbundet (SMF) och studerade vid dess missionsskola i Kristinehamn 1878-1879 och 1881-1882. Han ägnade sig åt evangelistverksamhet och missionerande i Värmlands finnskogar 1880. Avskild till missionär 1882. Sjömansmissionär i Kotka, Finland, 1882-1884 och reseombud för SMF 1884-1885. Han gjorde ett antal missionsresor i Sverige och var 1885-1889 verksam som församlingsföreståndare och predikant i Heby i Västerlövsta socken.
Då SMF beslutade uppta verksamhet i Central-Kina 1890 utsändes Sköld som en av dess första missionärer. Efter utbildning och språkstudier i London blev han stationerad i Wuchang, där han stannade till 1923. Han utförde ett banbrytande arbete i ledningen för missionsstationen i Wuchang. Han verkade huvudsakligen på det rent evangeliska området men blev särskilt i början tvungen att delta i all slags verksamhet på missionsstationen. Han var bl.a. ordförande i Missionärskonferensen och Missionsrådet. Under en följd av år var han ledamot av styrelsen för Central-Kinas traktatsällskap samt en tid även dess ordförande. Han var också ledamot av evangelisationskommittén i Kuling i Kiukiangbergen.
Sköld tillbringade en tid i Sverige innan han återvände till Kina i samband med missionens 40-årsjubileum 1930. Han tvingades dock av hälsoskäl att resa hem till Sverige samma år. I Kina har hans insats för missionens grundläggande och utbredande varit av mycket stor betydelse. Hans verksamhetstid i Kina sträckte sig över mer än tre decennier. Han avled på Missionsgården i Lidingö 1946, nära 87 år gammal.

## Familj
Sköld var gift första gången med Kina-missionären Eva Charlotta Eriksdotter, död 1931, och andra gången med Lydia Lundholm. Äldste sonen Johannes (Hannes) föddes i Heby 1886, liksom Efraim (Effim) 1888. Två söner föddes i Wuchang - Otte 1894 och Samuel (Sam) 1896, liksom dottern Linnéa 1900. Sonen Mark Shoeld var vid faderns död 1946 bosatt i Baltimore, USA.